# Petrovics Elek
Petrovics Elek (Deregnyő, 1873. augusztus 10. – Budapest, 1945. július 20.) művészettörténész, művészeti író, az MTA tagja. A Szépművészeti Múzeum igazgatója.

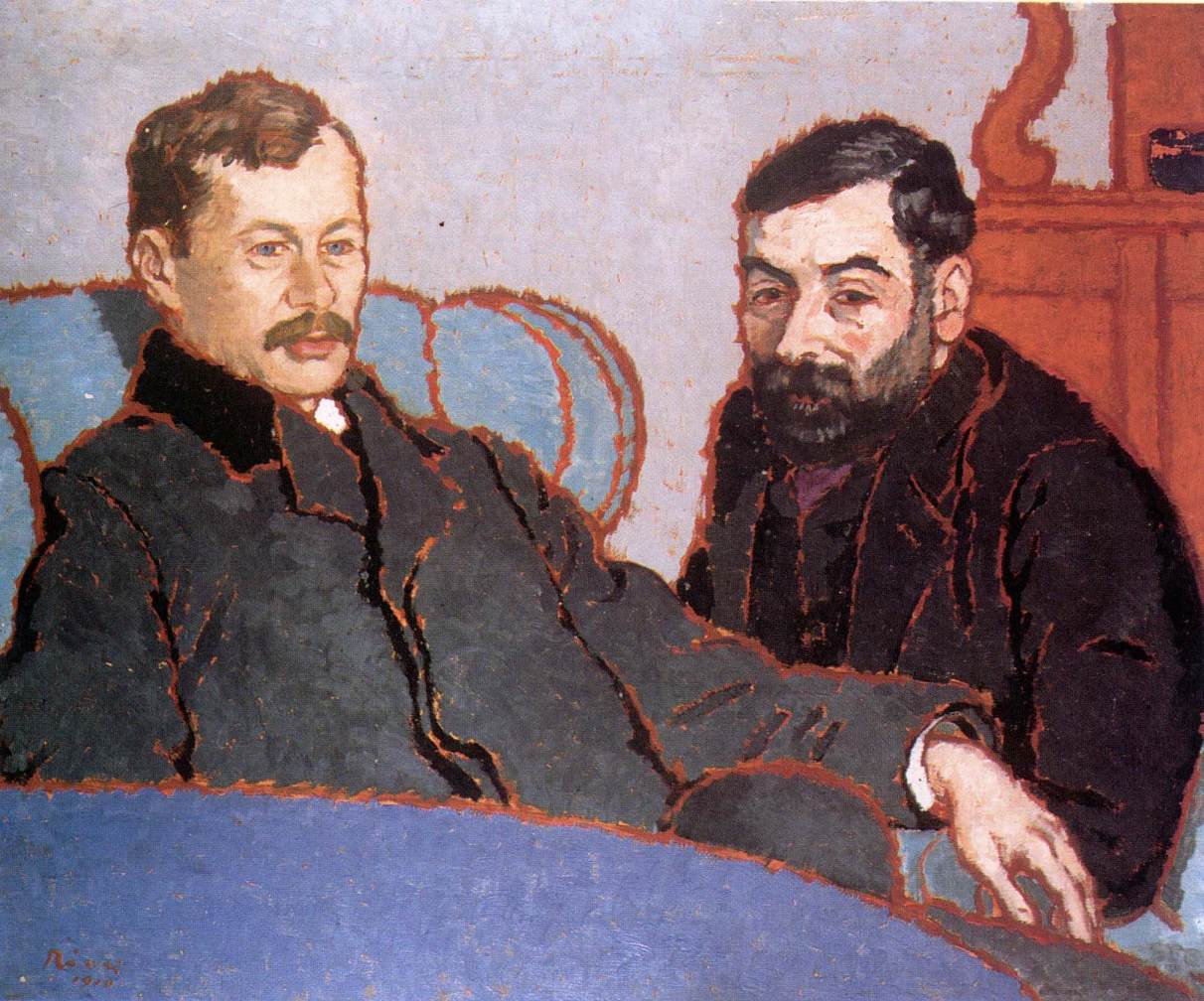
Rippl-Rónai József: Petrovics Elek (balra) és Meller Simon (jobbra) arcképe (1910)

## Élete, munkássága
Jogtudományi tanulmányokat folytatott, mint jogász 1896-tól belügyminisztériumi tisztviselő lett. Majovszky Pál javaslatára 1914-ben őt nevezték ki a Szépművészeti Múzeum igazgatójának, majd 1921-től főigazgatójának. 1935-ig állt a múzeum élén. 1914-től szerkesztette a múzeum évkönyveit. A múzeum gyűjteményét biztos ízléssel, nagy értékű műtárgyakkal gyarapította. Elsősorban a 20. század művészetével foglalkozott. Majovszky Pállal együtt sokat tettek a 20. századi modern festészeti irányzatok, a nagybányai művésztelep képzőművészeinek, köztük Ferenczy Károly életművének elismertetéséért. Petrovics Elek széles látókörű, haladó szellemű művészettörténész és műkritikus volt.
1924-ben beválasztották a Magyar Tudományos Akadémia levelező, majd 1941-ben rendes tagjai sorába.
A Kerepesi temetőben, a Kossuth mauzóleum közelében helyezték örök nyugalomra, 1974-ben exhumálták, s áthelyezték a 34-es parcellába, azóta ott nyugszik. Leszármazottai nem lévén, 2006-ban a Szépművészeti Múzeum állíttatott új síremléket számára.

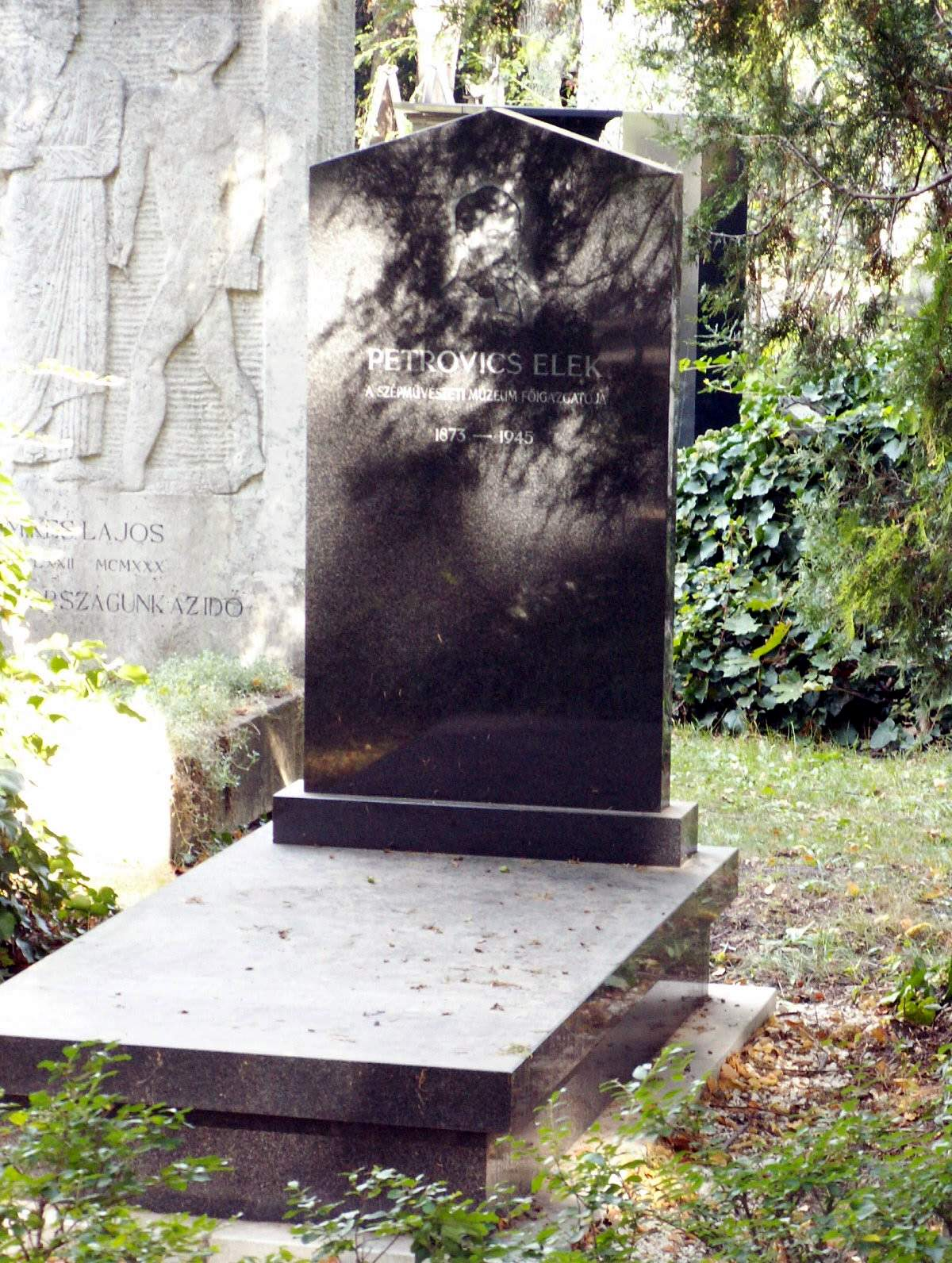
Sírja a Fiumei úti sírkertben 2008-ban

## Művei (Válogatás)
- Ferenczy Károly, Budapest, Pantheon, 1922. (Művészeti Pantheon)
- Lechner Ödön. I-II. kötet. Írta Vámos Ferenc ; Petrovics Elek előszavával. Budapest, Amicus kiad., 1927. (Magyar Művészeti Könyvtár)
- Rippl Rónai József. Budapest, Athenaeum, 1930 körül
- Jegyzetek művészetünk történetéhez a XIX. század első felében, akadémiai székfoglaló. Budapest, Magyar Tudományos Akadémia, 1933.
- Mattyasovszky Zsolnay László (1885-1935), Budapest, Korvin Nyomda, 1936.
- Vaszary, 1867–1939. Írta: Alexius Petrovics és Kárpáti Aurél. Budapest, Athenaeum, 1941.

## Társasági tagság
- Szinyei Merse Pál Társaság

## Díjak, elismerések
- Corvin-koszorú (1930)